# Leptoneta jangsanensis
Espèce
Leptoneta jangsanensis est une espèce d'araignées aranéomorphes de la famille des Leptonetidae.

## Distribution
Cette espèce est endémique de Corée du Sud.

## Étymologie
Son nom d'espèce, composé de jangsan et du suffixe latin -ensis, « qui vit dans, qui habite », lui a été donné en référence au lieu de sa découverte, Jangsan.

## Publication originale
- Seo, 1989 : Description of two new species of genus Leptoneta (Araneae: Leptonetidae) from Korea. Korean Arachnology. vol. 5, p. 29-37.